# Vršov
Vršov je vesnice a část obce Horní Bradlo v okrese Chrudim. Nachází se asi 2,5 kilometru severozápadně od Horního Bradla. Prochází zde silnice II/343. Vršov leží v katastrálním území Horní Bradlo o výměře 8,6 km².

## Historie
První písemná zmínka o vesnici pochází z roku 1329.

## Přírodní poměry
Severně od vesnice se rozkládá přírodní rezervace Vršovská olšina.